# محمود ضیائی
محمود ضیائی (زاده ١٢٨٨ تربت حیدریه- ١٣٧٢ تهران)  سیاست‌مدار ایرانی بود، که در دوره بیست و چهارم مجلس شورای ملی به عنوان نماینده مشهد از استان خراسان رضوی در مجلس شورای ملی حضور داشت.

## زندگی‌نامه
پدرش میرزا آقا ضیاءالاطباء بود که در تربت‌حیدریه طبابت می‌کرد و در اواخر دوره قاجار به نمایندگی از تربت حیدریه به مجلس شورای ملی رفت و خانواده‌اش را به تهران انتقال داد.
دو برادر دیگرش خلیل و طاهر نیز از سیاستمداران دوره پهلوی بودند. 
حسین ضیائی؛ استاد ریاضیات و فلسفه، فرزند وی است.